# Canthidium viride
Canthidium viride är en skalbaggsart som beskrevs av Lucas 1857. Canthidium viride ingår i släktet Canthidium och familjen bladhorningar. Inga underarter finns listade.